# فكرة (مجلة)
مجلة فكرة هي مجلة أردنية شهرية تصدر عن "Ideas Home International" بلندن، صدر العدد الأول منها عام 2003م. شعار المجلة: «مجلة كل الأطفال»، قطعها: 27×18 سم.
يحوي كل عدد على مقدمة بعنوان «أصدقاؤنا» موقعة باسم فكرة، وفي الصفحة الثالثة فهرس لبعض أنواع العدد. تعتمد المجلة على القصص الكرتونية التي تصل إلى 29 صفحة من بين 52 صفحة. تعتمد المجلة على التسالي التقليدية باسم تسلية، تضم:
- اصنع بنفسك
- اختبر ذكاءك
- فروق
- لون الصورة

لا تنشر المجلة صوراً للقراء ولا مساهمات لهم. سعر المجلة مع الملحق 3 دولارات أو 10 ريالات سعودية، وفي مصر 10 جنيهات. تعتمد المجلة على الإعلانات وعلى الغلاف إشارة للكثير من مواد العدد.

## الأبواب
- مغامرات فكرة
- مغامرات عنترة
- لغة في القمة
- رحلة سحنون
- مغامرات كربوش
- تسلية
- قافلة عزوز
- حكايات وألغاز
- حكايات الأرقام
- مغامرات جمال وجمول
- الحبة الحمراء
- سباق القفز

## فريق العمل
- المدير العام: موسى يونس
- رئيس التحرير: رانيا الزواهرة

### الكُتَّاب
- محمود أبو فروة الرجبي
- خالد الصقور
- صلاح الدين أبو الرب
- شريف الراس
- محمد علي شاهين
- سعد جاسم
- رياض السالم
- جعفر صادق مجد
- عبد الرازق المطلبي
- يوسف حمدان
- شفيق مهدي
- الرسامون
- هيفاء عبد الحسين
- ضياء الحجار
- كلش طه عليوي
- نزار يحيى
- عمار يونس
- رعد عبد الواحد
- نسيم مطير

## ملاحق
هناك ملحق للعدد تحت اسم «فكور والأصدقاء» بالقطع نفسه ملحق يحرره ويكتب فيه الأصدقاء بأنفسهم، يصدر مع مجلة فكرة، وعليه إشارة إلى أنه يضم قصصاً وتسالي ومسابقات، وهيئة التحرير من الأصدقاء الأطفال، رئيس التحرير كامل عادل (16 سنة) سكرتير التحرير محمود عادل (13  سنة)، بإشراف رانيا الزواهرة، محمود أبو فروة الرجبي، وهناك مقدمة بعنوان أحبائي يوقعها فكور.
وهناك فهرس بعنوان: «تابعوا معنا» به إشارة إلى أهم محتويات الملحق، ويضم الملحق مساهمات من الأطفال منهم ملحق في العدد 3 قصة قصيرة بقلم علاء نسيبة (16 سنة) و«قلم وأقوال» و«مرسم فكرة» من إعداد سمير مجير، و«مع المندوبين» وهو يتضمن لقاءات مع مشاهير، منهم في العدد الثالث لقاء مع الرسام بديل يعقوب كتبه محرز عادل (13 سنة)، وهناك باب «عندي رأي» ينشر رسائل القراء وآرائهم، وهناك مسابقة أكمل القصة، وينشر سمير مجير صور القراء داخل تصميم خاص به، وهناك باب اضحك أضحك، عبارة عن كاريكاتير من رسوم الأطفال، وإسلاميات وهو أيضاً من مساهمات الأصدقاء، وباب «تسلية» من إعداد ورسوم كامل عادل، و«مراسلو فكرة» و«عندي فكرة» و«حزر» و«مغامرات محمود» يرسمها ويؤلفها الأطفال. يعتمد الملحق على الإعلانات أيضاً.